# Епархия Уилмингтона

Герб епархии Уилмингтона

Епархия Уилмингтона (лат. Dioecesis Wilmingtoniensis) — епархия Римско-Католической церкви с центром в городе Уилмингтон, США. Епархия Уилмингтона входит в архиепархию Балтимора. Кафедральным собором епархии Уилмингтона является Собор святого Петра.

## История
3 марта 1868 года Святой Престол учредил епархии. Уилмингтона, выделив её из архиепархии Балтимора и епархии Филадельфии.

## Ординарии епархии
- епископ Томас Альберт Эндрю Беккер[англ.] (03.03.1868 — 26.03.1886) — назначен епископом Саванны
- епископ Альфред Аллен Пол Кёртис[англ.] (03.08.1886 — 23.05.1896)
- епископ Джон Джеймс Джозеф Монаган[англ.] (26.01.1897 — 10.07.1925)
- епископ Эдмонд Джон Фицморис[англ.] (24.07.1925 — 02.03.1960)
- епископ Майкл Уильям Хайл[англ.] (02.03.1960 — 26.12.1967)
- епископ Томас Джозеф Мардага[англ.] (09.03.1968 — 28.05.1984)
- епископ Роберт Эдвард Малви[англ.] (19.02.1985 — 09.02.1995) — назначен епископом-коадъютором, позднее епископом Провиденса
- епископ Майкл Анджело Сальтарелли[англ.] (21.02.1995 — 07.07.2008)
- епископ Уильям Фрэнсис Мэлули[англ.] (07.07.2008 — 30.04.2021)
- епископ Уильям Эдвард Кёниг[англ.] (с 30.04.2021)

## Источник
- Annuario Pontificio, Libreria Editrice Vaticana, Città del Vaticano, 2003, ISBN 88-209-7422-3